# Inglorious Bastards
Inglorious Bastards (originaltitel: Quel maledetto treno blindato) är en italiensk action-krigsfilm från 1978 i regi av Enzo G. Castellari.

## Handling
Handlingen utspelar sig under andra världskriget och kretsar kring en grupp amerikanska soldater som ska skickas iväg till ett militärfängelse på grund av diverse brott.
Innan de amerikanska soldaterna kommer fram till fängelset sprängs deras transport av tyskt artilleri, vilket dödar deras vakter och medför att fyra fångar kan fly. Gruppen beslutar sig för att fly till neutrala Schweiz, men medan de är på väg till sin fristad så blir de involverade i en kommandoräd, att stjäla en V-2-raket åt de franska underjordiska styrkorna.

## Medverkande (urval)
| Bo Svenson        | – Löjtnant Robert Yeager         |
| Fred Williamson   | – Menig Fred Canfield            |
| Peter Hooten      | – Tony                           |
| Michael Pergolani | – Nick                           |
| Jackie Basehart   | – Berle                          |
| Ian Bannen        | – Överste Charles Thomas Buckner |
| Michel Constantin | – Veronique                      |
| Debra Berger      | – Nicole                         |
| Donald O'Brien    | – SS-befälhavare                 |